# Мартина (імператриця)
Мартина (*Μαρτίνα, бл. 595 — після 641) — візантійська імператриця.

## Життєпис
Походила з вірменського знатного роду. Донька Мартина і Марії (доньки Іраклія Старшого, екзарха Африки). Народилася близько 595 року. За різними відомостями вийшла заміж за свого вуйка імператора Іраклія у 613 або 615 році. Проти цього шлюбу, що за кодексом Феодосія був кровозмішанням, виступили церковники та населення Константинополя. Втім константинопольський патріарх Сергій I обвінчав Мартину з імператором. Після цього вона отримала титул августи.
Молода дружина отримала чималий вплив на чоловіка, якого супроводжувала у 620-х та 630-х роках у військових кампаніях проти Персії та Арабського халіфату. Мартина завдяки тиску на чоловіка, змусила його відмовити своєму старшому сину Костянтину III, як наступнику трону, яким він був із 632 року. 4 липня 638 року 12-річного Іраклона оголошено співімператором.
11 лютого 641 року імператор Іраклій помирає. І вже тоді вдова Мартина стає регенткою імперії при своєму малолітньому імператорі, хоча і змушена ділити правління із Костянтином III, якого оголошено співволодарем разом з Іраклоном відповідно до заповіту імператора Іраклія. 25 травня 641 року помирає Костянтин III. Містом ширилися чутки про причетність Мартини до смерті співімператора сина.
Перед смертю Костянтин III призначив свого 11 річного сина Іраклія на співімператора, проте Мартина змусила сенат визнати лише Іраклона за імператора. Водночас під її впливом константинопольський патріарх Пірр I відновив політику монофелітизму.
Але в цей час в Малій Азії повстав магістр Валентин, який з потужним військом зайняв Халкедон. Погрожуючи Мартині, він змусив восени 641 року коронували за імператора Іраклія, сина Костянтина III, який прийняв ім'я Константа II.
14 вересня 641 року населення столиці за підбурювання знаті повстає проти Мартини і вривається до імператорського палацу. Імператриці відтяли язика, а Іраклону — носа, слідом за цим обох заслали на Родос.

## Родина
Чоловік — Іраклій, імператор
Діти:
- Костянтин (615—631)
- Фабій (616—631)
- Феодосій (622—640)
- Іраклон (д/н—641), імператор
- Давид (630—641)
- Марин (632—641)
- Августіна (634—д/н)
- Анастасія (636—д/н)
- Февронія